# Јосиф Монастерлија
Јосиф Монастерлија (Коморан, 1705 – Коморан, 24. јануар 1749) је био аустријски пуковник српског порекла, један од командира Српске милиције.

## Биографија
Рођен 1705. године у Коморану, у српској породици. Налазио се на служби у Моровићу, Броду и Винковцима, а касније је био пуковник Варадинског пешадијског пука. Учествовао је у бојевима са Турцима 1736. године, као и рату за аустријско наслеђе против Француза код Каније и Шпанаца код Драгингнена и Перага.
Био је командант Деветог пешадијског пука у Петроварадину од 1748. године. У браку са супругом Маријом Витковић, имао је сина Стевана и кћерку Јулијану.
Преминуо је  24. јануара 1749. године у Моровићу. Сахрањен је у манастиру Шишатовац, чији је био приложник, као и манастира Привина Глава.